# Marilyn Black
Marilyn Mary Black-Vassella, avstralska atletinja, * 20. maj 1944, Novi Južni Wales, Avstralija.
Nastopila je na olimpijskih igrah leta 1964 v Tokiu, kjer je osvojila bronasto medaljo v teku na 200 m ter šesti mesti v teku na 100 m in štafeti 4x100 m.